# ساری‌کوی (مرزیفون)
ساری‌کوی (به ترکی استانبولی: Sarıköy) یک منطقهٔ مسکونی در ترکیه است که در مرزیفون واقع شده‌است.